# Guld!
Guld! är en svensk TV-serie i sex delar från 1988 i regi av Staffan Ling.

## Handling
Serien handlar om den lilla fiktiva orten Bergforsen, två liftande damer från Stockholm och en olycksalig värdetransport.

## Rollista
- Bengt Andersson – Santesson
- Lena Dahlman – Meta
- Stig Ossian Ericson – Volmar Strand
- Lasse Eriksson – Ruben Hansson
- Suzanne Ernrup — Anna
- Svante Grundberg – Nyberg
- Cecilia Haglund – Lisa
- Torbjörn Harr – Stig
- Maria Johansson — Cissi
- Kåge Jonsson – Tjuva-Kalle
- Mikael Lindgren – Leif
- Staffan Ling – statist
- Eva Millberg — Elsa
- Lis Nilheim – Siv
- Johan Rabaeus – Olsson
- Bert-Åke Varg – Holm
- Björn Wallde – Kurt
- Kjell Johansson – Halvar
- Sven Bohlin
- Lage Edvinsson
- Arne Eriksson
- Bosse Lövbom
- Agnes Ling
- Anders Wallström
- Hans Edlund
- Gunilla Eriksson
- Svea Holst
- Torsten Lundberg
- Leif Stenberg
- Helena Åkerlund
- Helena Nosti
- Åke Hellberg
- Elaine Eriksson
- Anton Jonsson
- Rutger Nilsson
- Lasse Hjelt
- Paavo Hyttilä
- Ann-Sofie Lindblad Zonk
- Simeon Rabinowitsch
- Nina Ödlind
- Oskar Ödling
- Anders Sundquist

## Om serien
Manus skrevs av K Arne Blom och Jan Moen. Serien sändes i TV2 mellan den 15 januari och 19 februari 1988.